# آیاکا سووا
آیاکا سووا (انگلیسی: Ayaka Suwa؛ زادهٔ ۲۷ مهٔ ۱۹۸۸) صداپیشه اهل ژاپن است.